# Благовещение (Фра Анжелико)
«Благовещение» — тема большого количества произведений фра Беато Анджелико.

## Список
|    | Илл. | Название                                                   | Дата         | Техника         | Размер                    | Место                                                                     | Примечание |
| -- | ---- | ---------------------------------------------------------- | ------------ | --------------- | ------------------------- | ------------------------------------------------------------------------- | --- |
| 1  |      | Благовещение (диптих)                                      | 1414         | Темпера, дерево |                           | Собрание Сергея Григорьянца (Москва)                                      | Предположительно монахи со свечами в Национальной галерее в Лондоне являются фрагментами того же алтарного образа. Высказывались сомнения в подлинности работы или верности её атрибуции.        |
| 2  |      | Благовещение (фрагменты)                                   | Ок. 1424     | Темпера, дерево |                           | Художественная галерея Йельского университета (США)                       | 3 фрагмента картины, золотой фон. Видимо, являлись навершием триптиха с изображением святых Франциска и Зенобия (?), Иоанна Крестителя и Доминика (сейчас в Музее Дж. Пола Гетти, Лос-Анджелес). |
| 3  |      | Благовещение                                               | ок. 1426     | Темпера, дерево | 194 × 194 см              | Музей Прадо (Испания)                                                     | Наиболее известная из работ художника на этот сюжет. Пределла (5 работ): Рождество Богоматери / Обручение Богоматери; Встреча Марии и Елизаветы; Поклонение волхвов; Принесение во храм; Успение |
| 4  |      | Кортонский алтарь (en)                                     | ок. 1430-32  | Темпера, дерево |                           | Епархиальный музей Кортоны, Кортона (Италия)                              | Пределла (7 работ): Рождение св. Доминика; Обручение Марии; Встреча Марии и Елизаветы; Поклонение волхвов; Принесение во храм; Успение; Явление Марии св. Доминику                               |
| 5  |      | Благовещение из цикла Четырёх реликвариев Девы Марии (it). | До 1434 года | Темпера, дерево |                           | Музей святого Марка, Флоренция (Италия)                                   | Алтарный образ, соединивший два сюжета: Благовещение и Поклонение волхвов. В нижней части — Мадонна с младенцем и святые.                                                                        |
| 6  |      | Благовещение Сан Джованни Вальдарно (it)                   | 1430-е       | Темпера         |                           | Музей базилики Санта Мария делле Грацие в Сан Джованни Вальдарно (Италия) | Пределла (5 работ): Обручение Богоматери; Встреча Марии и Елизаветы; Поклонение волхвов; Принесение во храм; Успение                                                                             |
| 7  |      | Кортонский алтарь (it)                                     | 1437-8       | Темпера, дерево |                           | Епархиальный музей Кортоны, Кортона (Италия)                              | Элементы сохранившегося многосоставного алтаря. Диптих — две фигуры в тондо. |
| 8  |      | Перуджийский алтарь (en)                                   | 1437-8       | Темпера, дерево |                           | Национальный музей Умбрии, Перуджа (Италия)                               | Элементы сохранившегося многосоставного алтаря. Диптих — две фигуры в тондо. |
| 9  |      | Благовещение (it)                                          | Ок. 1441     | Фреска          |                           | Музей святого Марка, третья келья. Флоренция (Италия)                     | Сцена написана на стене, имеющей арочное завершение, максимальное отсутствие деталей. Позади ангела изображен святой монах Петр Мученик, покровитель доминиканцев                                |
| 10 |      | Благовещение                                               | Ок. 1450.    | Фреска          |                           | Музей святого Марка, северный коридор. Флоренция (Италия)                 | |
| 11 |      | Armadio degli Argenti (деталь) (en)                        | Ок. 1450     | Темпера, холст  |                           | Музей святого Марка. Флоренция (Италия)                                   | Часть серии новозаветных картин Armadio degli Argenti (it). |
| 12 |      | Благовещение (диптих)                                      | 1450-1455    | Темпера, дерево | Створки по 33 × 27 см     | Детройтский институт искусств (США)                                       | |
| 13 |      | Благовещение (диптих)                                      | 1455         | Темпера, дерево | Створки по 32,2 x 18,9 см | Старая Пинакотека                                                         | |